# Olympische Sommerspiele 2008/Teilnehmer (Sri Lanka)
| Gelbes Symbol für Goldmedaillen mit stilisierten Olympischen Ringen | Graues Symbol für Silbermedaillen mit stilisierten Olympischen Ringen | Braundes Symbol für Bronzemedaillen mit stilisierten Olympischen Ringen |
| ------------------------------------------------------------------- | --------------------------------------------------------------------- | ----------------------------------------------------------------------- |
| —                                                                   | —                                                                     | —                                                                       |

Sri Lanka nahm bei den Olympischen Sommerspielen in Peking zum 16. Mal an Olympischen Sommerspielen teil. Insgesamt umfasste die Delegation neun Athleten in sechs Sportarten.

## Flaggenträger
Die Leichtathletin Susanthika Jayasinghe trug die Flagge Sri Lankas während der Eröffnungsfeier im Nationalstadion.

## Teilnehmer nach Sportarten

### Badminton
| Disziplin | Männer | Frauen             |
| --------- | ------ | ------------------ |
| Einzel    |        | Thilini Jayasinghe |

### Boxen
| Disziplin    | Männer              | Frauen |
| ------------ | ------------------- | ------ |
| Federgewicht | Anurudha Rathnayake |        |

### Gewichtheben
| Disziplin | Männer             | Frauen |
| --------- | ------------------ | ------ |
| -69 kg    | Chinthana Vidanage |        |

### Leichtathletik
| Disziplin   | Männer | Frauen                |
| ----------- | ------ | --------------------- |
| 100 m       |        | Susanthika Jayasinghe |
| 200 m       |        | Susanthika Jayasinghe |
| Speerwerfen |        | Nadeeka Lakmali       |

### Schießen
| Disziplin        | Männer                 | Frauen |
| ---------------- | ---------------------- | ------ |
| 10 m Luftgewehr  | Edirisinghe Senanayake |        |
| 50 m Luftpistole | Edirisinghe Senanayake |        |

### Schwimmen
| Disziplin     | Männer     | Frauen        |
| ------------- | ---------- | ------------- |
| 50 m Freistil | Daniel Lee |               |
| 100 m Brust   |            | Mayumi Raheem |